# Línea 350C (Interurbanos Madrid)
La línea 350C de la red de autobuses interurbanos de Madrid une el Hospital del Sureste (Arganda del Rey) con Perales de Tajuña, Villarejo de Salvanés y Belmonte de Tajo.

## Características
Esta línea une el Hospital del Sureste, en Arganda del Rey, con los municipios arriba expuestos en un tiempo estimado de 45 minutos. La línea, al igual que ocurre con las líneas 350A y 350B, tiene como finalidad comunicar los pueblos del sureste de la Comunidad de Madrid con su hospital de referencia. 
La línea mantiene los mismos horarios todo el año (exceptuando las vísperas de festivo y festivos de Navidad).
Está operada por la Empresa Ruiz mediante la concesión administrativa VCM-303 - Madrid –  Barajas de Melo – Villamayor de Santiago (Viajeros Comunidad de Madrid) del Consorcio Regional de Transportes de Madrid.

## Horarios
Los horarios que no sean cabecera son aproximados.
| Lunes a viernes laborables              |                                         |                                         |                                         |                                         |                                         |                                         |                                         |
| Hospital del Sureste > Belmonte de Tajo | Hospital del Sureste > Belmonte de Tajo | Hospital del Sureste > Belmonte de Tajo | Hospital del Sureste > Belmonte de Tajo | Belmonte de Tajo > Hospital del Sureste | Belmonte de Tajo > Hospital del Sureste | Belmonte de Tajo > Hospital del Sureste | Belmonte de Tajo > Hospital del Sureste |
| Hospital del Sureste                    | Perales de Tajuña                       | Villarejo de Salvanés                   | Belmonte de Tajo                        | Belmonte de Tajo                        | Villarejo de Salvanés                   | Perales de Tajuña                       | Hospital del Sureste                    |
| 09:10                                   | 09:30                                   | 09:40                                   | 09:55                                   | 08:35                                   | 08:50                                   | 09:00                                   | 09:20                                   |
| 11:10                                   | 11:30                                   | 11:40                                   | 11:55                                   | 10:40                                   | 10:55                                   | 10:05                                   | 10:25                                   |
| 13:10                                   | 11:30                                   | 11:40                                   | 11:55                                   | 12:40                                   | 12:55                                   | 13:05                                   | 13:25                                   |
| 15:10                                   | 15:30                                   | 15:40                                   | 15:55                                   | 14:40                                   | 14:55                                   | 15:05                                   | 15:25                                   |
| 17:10                                   | 17:30                                   | 17:40                                   | 17:55                                   | 16:40                                   | 16:55                                   | 17:05                                   | 17:25                                   |
| 19:10                                   | 19:30                                   | 19:40                                   | 19:55                                   | 18:40                                   | 18:55                                   | 19:05                                   | 19:25                                   |
| Sábados laborables, domingos y festivos |                                         |                                         |                                         |                                         |                                         |                                         |                                         |
| Hospital del Sureste > Belmonte de Tajo | Hospital del Sureste > Belmonte de Tajo | Hospital del Sureste > Belmonte de Tajo | Hospital del Sureste > Belmonte de Tajo | Belmonte de Tajo > Hospital del Sureste | Belmonte de Tajo > Hospital del Sureste | Belmonte de Tajo > Hospital del Sureste | Belmonte de Tajo > Hospital del Sureste |
| Hospital del Sureste                    | Perales de Tajuña                       | Villarejo de Salvanés                   | Belmonte de Tajo                        | Belmonte de Tajo                        | Villarejo de Salvanés                   | Perales de Tajuña                       | Hospital del Sureste                    |
| 11:30                                   | 11:50                                   | 12:00                                   | 12:15                                   | 12:05                                   | 12:20                                   | 12:30                                   | 12:50                                   |
| 14:20                                   | 14:40                                   | 14:50                                   | 15:05                                   | 17:10                                   | 17:25                                   | 17:35                                   | 17:55                                   |
| 19:40                                   | 20:00                                   | 20:10                                   | 20:25                                   |                                         |                                         |                                         |                                         |

## Recorrido y paradas

### Sentido Belmonte de Tajo
La línea comienza su recorrido en la Ronda Sur, frente al Hospital del Sureste, en Arganda del Rey. Posteriormente toma la Avenida del Ejército, donde hace frente a la Plaza de España una parada y otra posteriormente. En la rotonda siguiente a esta última parada, coge la carretera de Loeches hasta llegar a la intersección con la Avenida de Valencia, vía que coge y recorre hasta el final, saliendo del término municipal de Arganda del Rey e incorporándose a la N-3.
Recorre algunos kilómetros la N-3 y hace una parada en ella antes de entrar en Perales de Tajuña, pueblo por cuyas calles Mayor Alta y Mayor Baja pasa. También llega hasta la Plaza de la Constitución del pueblo. Una vez recorrido el municipio, se incorpora en la A-3, autovía que abandona en la salida 48 para entrar al núcleo urbano de Villarejo de Salvanés. En este municipio, recorre las calles Samuel Baltés y Encomienda, pasando por la Plaza de España. Una vez llega al final de esta última calle, coge la M-404 hasta llegar a Belmonte de Tajo, donde establece su cabecera en la Plaza de Valencia. 
| Código | Parada                                  | Común con                                  | Conexión con Metro | Municipio             | Zona |
| ------ | --------------------------------------- | ------------------------------------------ | ------------------ | --------------------- | ---- |
| 17491  | Ronda Sur - Hospital del Sureste        | 313 322 350A 350B 2 4                      |                    | Arganda del Rey       |      |
| 07454  | Av. Ejército - Vereda del Melero        | 312 312A 313 320 321 322 350A 350B 1       | Arganda del Rey    | Arganda del Rey       |      |
| 07454  | Av. Ejército - Plaza de la Bienvenida   | 312 312A 313 320 321 322 350A 350B 1       |                    | Arganda del Rey       |      |
| 07461  | Ctra. Loeches - Zoco                    | 312 312A 313 320 321 322 326 350A 350B 1 2 |                    | Arganda del Rey       |      |
| 10655  | Ctra. Loeches - Dr. Escribano Ortiz     | 285 313 320 321 322 326 350A 350B 1 2      |                    | Arganda del Rey       |      |
| 17484  | Av. Valencia - Plaza del Progreso       | 350A 350B 351 352 353                      |                    | Arganda del Rey       |      |
| 17486  | Av. Valencia - Cementerio Viejo         | 350A 350B 351 352 353                      |                    | Arganda del Rey       |      |
| 11904  | Real - Av. Valencia                     | 320 322 326 350A 350B 351 352 353 2        |                    | Arganda del Rey       |      |
| 11903  | Ctra. N-3 - Estación de Comunicaciones  | 322 326 350A 350B 351 352 353              |                    | Arganda del Rey       |      |
| 18158  | Mayor Alta - Rana                       | 322 326 350A 350B 351 352 353              |                    | Perales de Tajuña     |      |
| 09762  | Mayor Alta - Rana                       | 322 326 350A 350B 351 352 353              |                    | Perales de Tajuña     |      |
| 09761  | Plaza de la Constitución - Ayuntamiento | 322 326 350A 350B 351 352 353              |                    | Perales de Tajuña     |      |
| 09763  | Mayor Baja - Avenida de la Paz          | 322 326 330 350A 350B 351 352 353          |                    | Perales de Tajuña     |      |
| 11452  | Av. Hermanos Gómez Cuétara - Instituto  | 350A 350B 351 352 353                      |                    | Villarejo de Salvanés |      |
| 10422  | Samuel Baltés - Madrid                  | 350A 350B 351 352 353                      |                    | Villarejo de Salvanés |      |
| 10424  | Encomienda - Castillo                   | 350B 352 353                               |                    | Villarejo de Salvanés |      |
| 19882  | Encomienda - San José                   | 350B 351 352 430                           |                    | Villarejo de Salvanés |      |
| 10425  | Encomienda - Velázquez                  | 350B 351 352                               |                    | Villarejo de Salvanés |      |
| 09245  | Belmonte - Plaza de Valencia            | 337 430                                    |                    | Belmonte de Tajo      |      |

### Sentido Arganda del Rey
El recorrido de vuelta es parecido al de la ida. De hecho, es idéntico en todos los municipios por los que pasa salvo en Arganda del Rey. En este municipio, al llegar a la Avenida de Valencia, la línea se desvía en la segunda rotonda para tomar la calle Real, que recorre hasta la Plaza de la Constitución. Allí, toma la carretera de Loeches, haciendo dos paradas en el mismo sitio que a la ida. Una vez allí, hace una parada en la Avenida del Ejército y va directo a la Ronda Sur, enfrente del Hospital del Sureste. 
| Código | Parada                                           | Común con                                  | Conexión con Metro | Municipio             | Zona |
| ------ | ------------------------------------------------ | ------------------------------------------ | ------------------ | --------------------- | ---- |
| 09245  | Belmonte - Plaza de Valencia                     | 337 430                                    |                    | Belmonte de Tajo      |      |
| 09720  | Encomienda - Velázquez                           | 350B 352 353                               |                    | Villarejo de Salvanés |      |
| 19881  | San José - Encomienda                            | 350B 352 353 430                           |                    | Villarejo de Salvanés |      |
| 09721  | Encomienda - Castillo                            | 350B 352 353 430                           |                    | Villarejo de Salvanés |      |
| 09722  | Samuel Baltés - Madrid                           | 350A 350B 351 352 353                      |                    | Villarejo de Salvanés |      |
| 11453  | Av. Hermanos Gómez Cuétara - Instituto           | 350A 350B 351 352 353                      |                    | Villarejo de Salvanés |      |
| 09723  | Mayor Baja - Avenida de la Paz                   | 322 326 350A 350B 351 352 353              |                    | Perales de Tajuña     |      |
| 09724  | Plaza de la Constitución - Ayuntamiento          | 322 326 350A 350B 351 352 353              |                    | Perales de Tajuña     |      |
| 09725  | Mayor Alta - Rana                                | 322 326 350A 350B 351 352 353              |                    | Perales de Tajuña     |      |
| 18159  | Mayor Alta - Rana                                | 322 326 350A 350B 351 352 353              |                    | Perales de Tajuña     |      |
| 11902  | Ctra. N-3 - Estación de Comunicaciones           | 322 326 350A 350B 351 352 353              |                    | Arganda del Rey       |      |
| 15444  | Real - Guardia Civil                             | 312 312A 320 322 326 350A 350B 1 2         |                    | Arganda del Rey       |      |
| 09788  | Real - Zarza                                     | 312 312A 320 322 326 350A 350B 1 2         |                    | Arganda del Rey       |      |
| 10299  | Pza. Constitución - Juan de la Cierva            | 312 312A 320 322 326 350A 350B 1 2         |                    | Arganda del Rey       |      |
| 07461  | Ctra. Loeches - Zoco                             | 312 312A 313 320 321 322 326 350A 350B 1 2 |                    | Arganda del Rey       |      |
| 10655  | Ctra. Loeches - Dr. Escribano Ortiz              | 285 313 320 321 322 326 350A 350B 1 2      | Arganda del Rey    | Arganda del Rey       |      |
| 10633  | Av. Ejército - Polígono Industrial San Sebastián | 312 312A 320 321 322 330 350A 350B 1       |                    | Arganda del Rey       |      |
| 17490  | Ronda Sur - Hospital del Sureste                 | 313 322 350A 350B 2 4                      |                    | Arganda del Rey       |      |